# Skrytouszka
Skrytouszka (Cryptotis) – rodzaj ssaków z podrodziny ryjówek (Soricinae) w obrębie rodziny ryjówkowatych (Soricidae).

## Rozmieszczenie geograficzne
Rodzaj obejmuje gatunki występujące głównie w Ameryce Centralnej, jednak ich zasięg obejmuje także Meksyk oraz Amerykę Południową (na południe po Peru i na wschód po Wenezuelę).

## Morfologia
Długość ciała (bez ogona) 48–102 mm, długość ogona 13–53 mm, długość ucha 2–3 mm, długość tylnej stopy 10–18 mm; masa ciała 3–19 g. Ssaki te charakteryzują się mało widocznymi uszami i krótkimi ogonami.

## Systematyka
Rodzaj zdefiniował w 1848 roku francuski paleontolog, zoolog i botanik Auguste Nicolas Pomel w artykule zatytułowanym Badania nad owadożernymi mięsożercami (Wyciąg). Część druga. — Klasyfikacja owadożernych, opublikowanym w czasopiśmie „Archives des sciences physiques et naturelles”. Gatunkiem typowym jest (oznaczenie monotypowe) skrytouszka północnoamerykańska (C. parvus).

### Etymologia
- Cryptotis (Cryptotus, Cryptotys, Crypotitis, Criptotis): gr. κρυπτος kruptos ‘ukryty’; ους ous, ωτος ōtos ‘ucho’[15].
- Soriciscus (Sorieiscus): rodzaj Sorex Linnaeus, 1758 (ryjówka); łac. przyrostek zdrabniający -iscus[16]. Gatunek typowy (oznaczenie oryginalne): Sorex parvus Say, 1823.
- Xenosorex: gr. ξενος xenos ‘obcy, dziwny’[17]; rodzaj Sorex Linnaeus, 1758 (ryjówka)[6]. Gatunek typowy (oznaczenie oryginalne): Notiosorex (Xenosorex) phillipsii Schaldach, 1966.

### Podział systematyczny
Do rodzaju należą następujące występujące współcześnie gatunki:

- Cryptotis nelsoni (C.H. Merriam, 1895) – skrytouszka wulkaniczna
- Cryptotis magnus (C.H. Merriam, 1895) – skrytouszka wielka
- Cryptotis mexicanus (Coues, 1877) – skrytouszka meksykańska
- Cryptotis phillipsii (Schaldach, 1966) – skrytouszka aztecka
- Cryptotis brachyonyx Woodman, 2003 – skrytouszka drobnostopa
- Cryptotis colombianus Woodman & Timm, 1993 – skrytouszka kolumbijska
- Cryptotis hondurensis Woodman & Timm, 1992 – skrytouszka honduraska
- Cryptotis merus E.A. Goldman, 1912 – skrytouszka panamska
- Cryptotis nigrescens (J.A. Allen, 1895) – skrytouszka czarnawa
- Cryptotis lacandonensis L. Guevara, Sánchez-Cordero, León-Paniagua & Woodman, 2014
- Cryptotis mayensis (C.H. Merriam, 1901) – skrytouszka jukatańska
- Cryptotis merriami Choate, 1970 – skrytouszka środkowoamerykańska
- Cryptotis berlanderi (S.F. Baird, 1858)
- Cryptotis orophilus (J.A. Allen, 1895) – skrytouszka stokowa
- Cryptotis tropicalis (C.H. Merriam, 1895) – skrytouszka tropikalna
- Cryptotis parvus (Say, 1823) – skrytouszka północnoamerykańska
- Cryptotis floridanus (C.H. Merriam, 1895)
- Cryptotis pueblensis H.H.T. Jackson, 1933
- Cryptotis soricinus (C.H. Merriam, 1895)
- Cryptotis alticola (C.H. Merriam, 1895) – skrytouszka górska
- Cryptotis goldmani (C.H. Merriam, 1895) – skrytouszka norowa
- Cryptotis peregrinus (C.H. Merriam, 1895) – skrytouszka wędrowna
- Cryptotis gracilis G.S. Miller, 1911 – skrytouszka delikatna
- Cryptotis cavatorculus Woodman, 2015
- Cryptotis celaque Woodman, 2015
- Cryptotis griseoventris H.H.T. Jackson, 1933 – skrytouszka szarobrzucha
- Cryptotis mccarthyi Woodman, 2015
- Cryptotis lacertosus Woodman, 2010 – skrytouszka krzepkoręka
- Cryptotis magnimanus Woodman & Timm, 1999
- Cryptotis mam Woodman, 2010 – skrytouszka majska
- Cryptotis goodwini H.H.T. Jackson, 1933 – skrytouszka wyżynna
- Cryptotis matsoni Woodman, 2019
- Cryptotis montecristo Woodman, 2019
- Cryptotis eckerlini Woodman, 2019
- Cryptotis oreoryctes Woodman, 2011 – skrytouszka gwatemalska
- Cryptotis monteverdensis Woodman & Timm, 2017
- Cryptotis endersi Setzer, 1950 – skrytouszka reliktowa
- Cryptotis aroensis Quiroga-Carmona & Molinari, 2012 – skrytouszka endemiczna
- Cryptotis thomasi (C.H. Merriam, 1897) – skrytouszka kordylierska
- Cryptotis dinirensis Quiroga-Carmona & DoNascimiento, 2016
- Cryptotis venezuelensis Quiroga-Carmona, 2013 – skrytouszka wenezuelska
- Cryptotis meridensis (O. Thomas, 1898) – skrytouszka meridańska
- Cryptotis tamensis Woodman, 2002 – skrytouszka tamańska
- Cryptotis perijensis Quiroga-Carmona & Woodman, 2015
- Cryptotis medellinius O. Thomas, 1921 – skrytouszka medelińska
- Cryptotis squamipes (J.A. Allen, 1912) – skrytouszka łuskostopa
- Cryptotis equatoris (O. Thomas, 1912) – skrytouszka równikowa
- Cryptotis osgoodi Stone, 1914
- Cryptotis montivagus (Anthony, 1921) – skrytouszka ekwadorska
- Cryptotis niausa Moreno & Albuja, 2014
- Cryptotis peruviensis E. Vivar, Pacheco, & Valqui, 1997 – skrytouszka peruwiańska
- Cryptotis albujai Moreno Cárdenas, Pacheco, Ruelas & Ron, 2025
- Cryptotis woodmani L. Guevara, 2023
- Cryptotis andinus Woodman, 2023
- Cryptotis huttereri Woodman, 2023

Opisano również gatunki wymarłe na obszarze dzisiejszych Stanów Zjednoczonych:
- Cryptotis adamsi (Hibbard, 1953)[20] (pliocen)
- Cryptotis kansasensis Hibbard, 1958[21] (plejstocen)
- Cryptotis meadensis Hibbard, 1953[22] (pliocen)